# فیچونچانی
فیچونچانی (به اسپانیایی: Phichunchäni) یک کوه در پرو است که در Peru, Arequipa Region واقع شده‌است. فیچونچانی ۵٬۰۰۰ متر بالاتر از سطح دریا واقع شده‌است.